# Nya svenska flickskolan i Helsingfors
Nya svenska flickskolan i Helsingfors, även kallad Vilohemmet, var ett svenskspråkigt läroverk från 1879–1963 i Helsingfors. Skolan flyttade stegvis till Botby 1963 och blev Botby svenska samskola.

## Historia
Skolan grundades 24 april 1879 av läraren Aino Tavaststjerna och var då sjuårig. Tavaststjerna hade innan bedrivit en skola i Tavastehus, Fruntimmersskolan i Tavastehus (1873–1879) från vilken ett fåtal elever följde med till Helsingfors.
Skolan hette Privata svenska fruntimmersskolan i Helsingfors 1879–1900, Forsmans svenska flickskola 1900–1910 och fick sedan namnet Nya svenska flickskolan i Helsingfors. Den kallades även Forsmanska skolan. 
Skolan var belägen vid adresserna Regeringsgatan 13 (1900–1902), Riddaregatan 6 (1902–1905), Annegatan 18 (1905–1914) och till slut vid Bulevarden 26 i stadsdelen Kampen (1914–1966).
År 1947 blev skolan nioårig och fick rätt att ge studentexamen.
År 1963 blev flickskolan samskola och flyttade stegvis till sin nya skolbyggnad vid Blomängsvägen 2 i Botby med namnet Botby svenska samskola.
Skolbyggnaden vid Bulevarden 26 revs för att göra plats åt nybygge.

### Utdrag ur redogörelsen för läsåret 1928–29
En betydlig del av eleverna vid skolan var inte födda i Helsingfors. Elevmatrikeln 1928–29 nämner födelseorter som till exempel utländska Amerika, Boston, Dresden, Karlsbad, Petersburg, nordiska Gävle, Oslo, Stockholm, samt inhemska Björneborg, Karis, Kuopio, Malax, Pemar, Terijoki, Thusby, Viborg, Åbo, Wasa.
Skolans undervisning bestod 1928-29 av religion, svenska, finska, historia, geografi, matematik, extra kurs i matematik, fysik, naturkunnighet, tyska, franska, engelska, hälsolära och alkohologi, bokföring, kalligrafi, teckning, handarbete, sång, gymnasik och hushållslära.
 

Skolan var privat och erlade terminsavgift - vilken beskrevs som följande för läsåret 1928-29.
Terminsavgifterna utgöra: i kl. I 400 mk, i kl. I--VIII 460 mk med 25% rabatt för envar av två eller tre systrar. För den fjärde systern, som samtidigt besöker skolan, erlägges ingen avgift. För den högre matematikkursen är avgiften 120 mk i terminen i kl. VI, 160 mk i kl VII och VIII.
Inträdesfordringarna till skolan beskrevs som följande läsåret 1928-29.
Inträdesfordringarna till skolans första klass äro följande: i svenska: innanläsning av för barnet fattlig, lättare text, någorlunda jämn handstil, förmåga att utan svårare fel skriva enkla meningar efter diktamen; i räkning: tabulan, addition och substraktion med fyrsiffriga tal, vilka även böra kunnas skrivas efter diktamen samt multiplikationer med ensiffriga multiplikator. Eleven bör helst ha fyllt 9 år.

## Rektorer
- 1879–1900 Hilja Tavaststjerna
- 1900–1909 Helena Forsman
- 1909–1914 Eirik Hornborg
- 1914–1919 Maria Lavonius
- 1919–1923 Margit von Bonsdorff
- 1923–1928 Maria Aminoff
- 1928–1940 Helmi Johansson
- 1940–1959 Gurli Schauman
- 1959–1973 Ester Siv Tunzelman von Adlerflug (fortsatte som rektor vid Botby svenska samskola)[1]

## Kända alumner
- Taina Elg, dansare och skådespelare

## Publikationer om skolan
- Hornborg, Eirik, Nya svenska flicksolan i Helsingfors, Årsberättelse 1951, Helsingfors 1951.
- En självständig insats i vårt bildningsliv, Skola och hem 1951:2.
- Nya svenska flickskolan i Helsingfors: 25-årsjubileum; tillägg till redogörelsen för läsåret 1925-26, Nya svenska flickskolan, Helsingfors1926